# Jean-Luc Aqua
Pour les articles homonymes, voir Aqua.
Pas d'image ? Cliquez ici

a Compétitions nationales et continentales officielles uniquement.

b Matchs officiels uniquement.
Jean-Luc Aqua, né le 3 mars 1968 à Aubagne (France), est un joueur international français de rugby à XV évoluant au poste de troisième ligne centre (1,96 m pour 100 kg).

## Biographie
Jean-Luc Aqua porte également les couleurs de Bourgoin, Villeurbanne, Oyonnax, Saint-Céré, Hyères.[réf. nécessaire]
Il dispute 13 matchs de Challenge européen avec le RC Toulon, entre 1996 et 2000.
Il a disputé son premier test match en équipe de France le 3 juin 1999 contre l'équipe de Roumanie, et le dernier le 26 juin de la même année contre l'équipe de Nouvelle-Zélande,.
En mai 2000, il est sélectionné avec les Barbarians français pour jouer le pays de Galles au Millennium Stadium de Cardiff. Les Baa-Baas s'inclinent 40 à 33.

## Statistiques en équipe nationale
- 3 sélections en équipe de France en 1999.
- International amateur en 2002.[réf. nécessaire]

## Palmarès
- Finaliste du Championnat de France de 2e division en 2001 avec le RC Toulon.
- Vainqueur du Challenge des provinces espoirs en 1998.[réf. nécessaire]
- Vainqueur de la Fédérale 1 en 2004 avec le Pays d'Aix RC.